# Репьёвка (Базарно-Карабулакский район)
Репьёвка — село в Базарно-Карабулакском районе Саратовской области Российской Федерации. Входит в состав Яковлевского муниципального образования.

## География
Расположено в северо-западной части района. Через село протекает река Уза, на востоке располагается густой смешанный лес.

### Уличная сеть
В селе две улицы — Новая и Советская.

## История
Основано в первой половине XVIII века на реке Уза как воинское поселение для защиты от набегов кочевников.
В 1750 году построена православная церковь во имя Николая Чудотворца.Судьба этого храма неизвестна. К середине XIX века была построена новая церковь — кладбищенская.
В мае 1917 года репьёвские крестьяне захватили земли отрубщиков. С приходом Советской власти село стало центром Репьёвского сельсовета. В годы коллективизации в Репьёвке был создан колхоз имени Чапаева.
В годы Великой Отечественной войны не вернулись в родное село 92 его жителя.
В 1986 году открылась здание современной школы.

## Население
| 2002 | 2010 |
| ---- | ---- |
| 305  | ↘285 |

## Инфраструктура
Личное подсобное хозяйство с зоной сельскохозяйственного использования, индивидуальная застройка усадебного типа. К 2020 году на территории села 90 домохозяйств, в которых проживают около 300 человек, все дома газифицированы.
Работают Дом культуры, отделение связи, фельдшерско-акушерский пункт, основная общеобразовательная школа, котельная, сельхозартель «Репьёвская», магазины.
На рубеже 2000-х и 2010-х годов был построен молочный комплекс ООО «Колосок» на 500 скотомест.

## Достопримечательности
Главной достопримечательностью Репьёвки является сохранившееся здание православной церкви.

## Транспорт
Деревня доступна автотранспортом.
Ближайшая железнодорожная станция находится в посёлке Свободный. 